# Ajourwerk

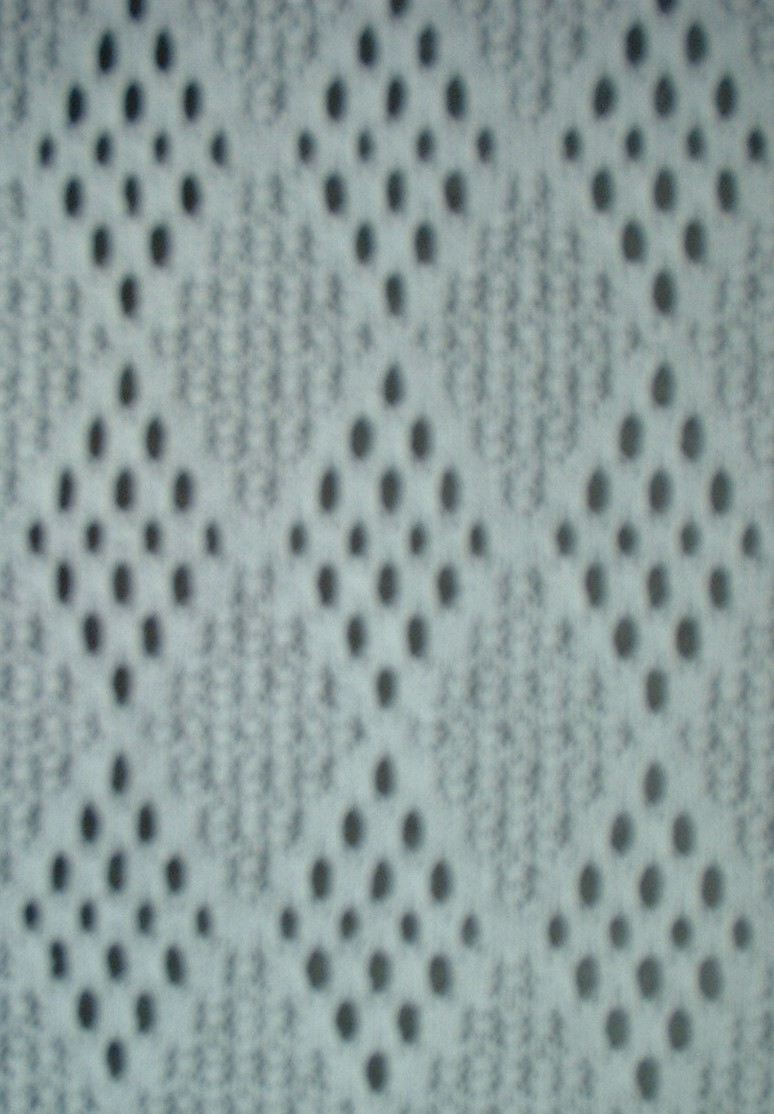
Ajourwerk

Onder ajourwerk wordt een vorm van decoratie verstaan die openingen bevat: à jour komt uit het Frans en betekent letterlijk: aan de dag, dus: zichtbaar, opengewerkt.
Een bekend voorbeeld van ajourwerk is knipselkunst, maar ook kantwerk, ajourbreiwerk, ajourborduurwerken dergelijke valt onder deze categorie. 
Ook metalen voorwerpen kunnen gestanst worden zodat er een patroon van openingen in ontstaat. Daarnaast wordt ajourwerk ook bij houten versieringen toegepast, bijvoorbeeld bij gebouwen die in de chaletstijl zijn opgetrokken.